# Neoplan N6221
Neoplan N6221 – trolejbus przegubowy, produkowany przez Neoplan w latach 2003–2004. Wyprodukowano 6 sztuk dla Bergen oraz 51 sztuk dla Nowej Filadelfii. Ogółem wyprodukowano 57 sztuk tego trolejbusu. Dla Nowej Filadelfii produkowano na nadwoziu ΕΛΒΟ.